# 戈德斯懷特山

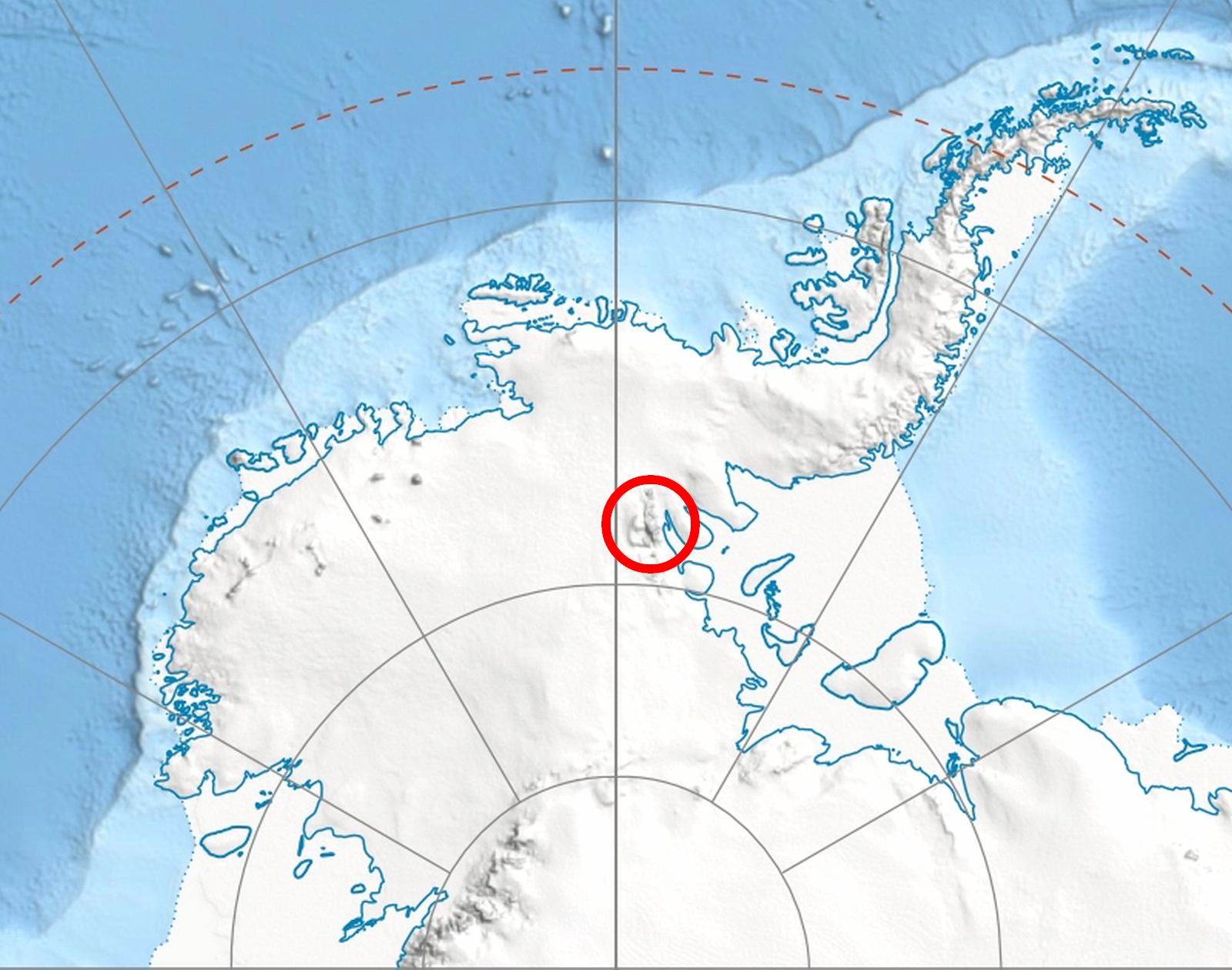

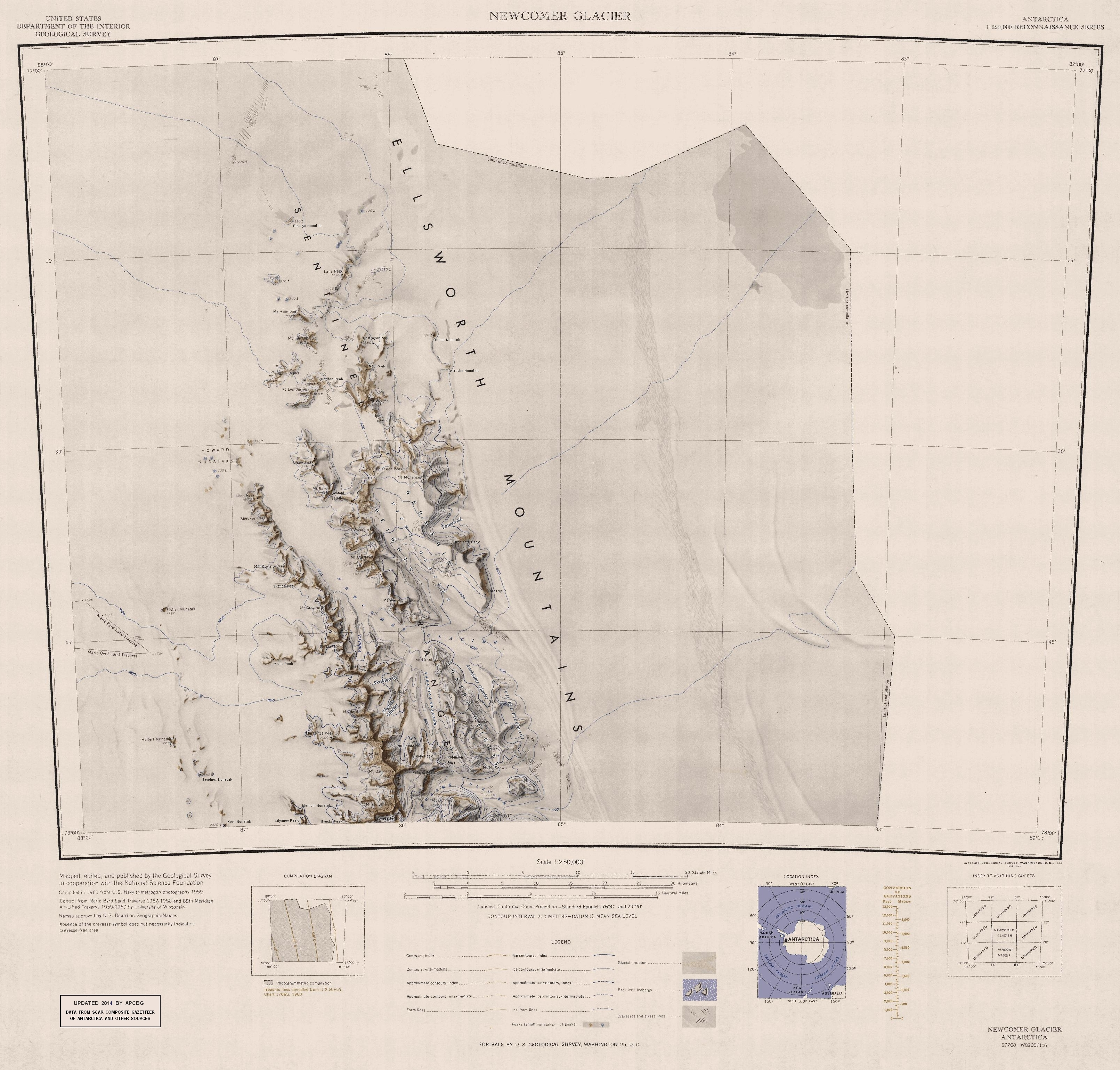

戈德斯懷特山（英語：Mount Goldthwait）是南極洲的山峰，位於埃爾斯沃思地，處於達爾林普爾山以南4.6公里，屬於埃爾斯沃思山脈中森蒂納爾嶺的一部分，海拔高度3,815米，現時由南極條約體系管理。